# Zonitis fernancastroi
Zonitis fernancastroi là một loài bọ cánh cứng trong họ Meloidae. Loài này được Pardo Alcaide miêu tả khoa học năm 1950.